# Euchone southerni
Euchone southerni är en ringmaskart som beskrevs av Banse 1970. Enligt Catalogue of Life ingår Euchone southerni i släktet Euchone och familjen Sabellidae, men enligt Dyntaxa är tillhörigheten istället släktet Euchone och familjen Sabellariidae. Arten har ej påträffats i Sverige.

## Underarter
Arten delas in i följande underarter:
- E. s. incisa
- E. s. southerni